# Pseudolasiobolus
Pseudolasiobolus là một chi nấm trong họ Tricholomataceae.
A monotypic genus, it contains the single species Pseudolasiobolus minutissimus, described by German mycologist Reinhard Agerer năm 1983.